# Nödrätt
Nödrätt är en grupp rättigheter för individ, samhälle och stat som uppstår som undantag när vederbörande befinner sig i nöd, och syftar till att värja aktören i nöd från summum ius, summa iniuria ('högsta rätt, högsta orätt'), det vill säga när lagar förbjuder det som är rätt eller nödvändigt. Till nödrätten hör nödvärnsrätten, trafikbrott i nöd, dödande av anfallande djur, med mera. Nödrätten kan åberopas om gärningen varit nödvändig.
Svensk rätt definierar nöd i Brottsbalkens 24 kap 4 §. Nödrätt kan enligt svensk lag uppkomma för att skydda liv, hälsa, egendom eller något annat viktigt som skyddas av rättsordningen. I sådana lägen är en gärning endast brottslig om den "med hänsyn till farans beskaffenhet, den skada som åsamkas annan och omständigheterna i övrigt är oförsvarlig". Sådan nöd ger med andra ord en objektiv ansvarsfrihetsgrund. I många länder finns lagar om undantagstillstånd, medan det för svensk del är oklart om det finns utrymme för konstitutionell nödrätt, eftersom det saknas force majeure-klausuler om kris i svensk lag.
Åtminstone i Sverige saknas rätt till preventiv nödrätt, till exempel vid fridskränkningar. Putativ nödrätt (förmodad nödrätt), det vill säga när någon felaktigt haft goda skäl att tro att nöd förelåg utan att så nödvändigtvis var fallet, kan ibland ge ansvarsfrihetsgrund. Dock kan gärningar i nöd i samtliga fall vara nödexcess, det vill säga att handlingens allvar inte stått i proportion till nöden eller annars varit försvarlig.